# Мусатенко Людмила Іванівна
Мусатенко Людмила Іванівна (24 лютого 1936, Київ — 26 вересня 2018) — український фізіолог рослин, фахівець в галузі вивчення регуляції ростових процесів рослин, член-кореспондент НАН України, доктор біологічних наук, професор, заслужений діяч науки і техніки України, керівник відділу фітогормонології Інституту ботаніки ім. М. Г. Холодного НАН України.

## Біографія
Людмила Іванівна народилася у Києві в родині журналіста Івана Дмитровича та його дружини Галини Олександрівни Некрасових.
У 1958 р. закінчила біолого-ґрунтознавчий факультет Київського державного університету ім. Т. Г. Шевченка за спеціальністю «фізіологія рослин» і почала працювати у відділі фізіології рослин Інституту ботаніки АН УРСР.
У 1979 році очолила відділ фізіології рослин Інституту ботаніки.
Померла у 2018 році.

## Наукова діяльність
Першим науковим успіхом Л. І. Мусатенко стало отримання нативної ДНК з листків кукурудзи наприкінці 50-х років .
У 1967 році захистила кандидатську дисертацію «Азотомісткі сполуки і ріст рослин». Дослідження росту і розвитку рослин стало головною науковою темою її життя. Окрему увагу вона приділила вивченню регуляторних механізмів, за допомогою яких інтегруються біохімічні й фізіологічні процеси, реалізуються корелятивні зв'язки між різними органами рослин у ході їх індивідуального розвитку. Разом із науковцями відділу вона підготувала й опублікувала фундаментальні монографії «Физиология корня» (1972) і «Физиология листа» (1978), «Гормональний комплекс рослин і грибів» (2003).
Л. І. Мусатенко вперше сформулювала положення про провідну роль гіпокотиля як фактора запуску росту при кільченні дводольних, показала, що при входженні насіння в стан спокою геном зародкових органів не зазнає глибокої репресії, а зберігає здатність до транскрипції навіть на кінцевих етапах дозрівання. Л. І. Мусатенко запропонувала оригінальну концепцію росту і метаболізму осьових органів зародка дозріваючого і проростаючого насіння.
У 1985 році захистила докторську дисертацію на тему «Ріст і метаболізм зародкових органів рослин» (1985).
Під керівництвом Л. І. Мусатенко досліджено адаптаційний аспект функціонування гормональної системи, зокрема за дії різноманітних зовнішніх чинників, включно з умовами космічного польоту на кораблі «Колумбія» у 1997 р.
Працювала в експедиціях в Індійському океані, на острові Мадагаскар.
Л. І. Мусатенко була членом ради та головою секції «Експериментальна ботаніка» Українського ботанічного товариства та «Ріст і розвиток рослин, фізіологічно активні речовини» Українського товариства фізіологів рослин, членом редколегій «Українського ботанічного журналу», журналів «Альгология», «Вісник Харківського національного аграрного університету», «Studia Biologica», «International Jornal of Algae», членом Федерації європейських товариств біологів рослин.
У науковому доробку Людмили Іванівни 6 монографій, понад 500 наукових праць.

## Відзнаки та нагороди
Л. І. Мусатенко була нагороджена трьома медалями й орденом «Знак Пошани», почесною грамотою Верховної Ради України за особливі заслуги перед народом України, двома грамотами Президії НАН України та Центрального комітету профспілки працівників Національної академії наук України. 1975 року першою удостоєна премії ім. М. Г. Холодного НАН України (за монографію «Физиология корня»). 2006 року їй присвоєне звання «Заслужений діяч науки і техніки України».